# Vätö distrikt
Vätö distrikt är ett distrikt i Norrtälje kommun och Stockholms län. 
Distriktet omfattar Vätö med omkringliggande öar, i östra delen av kommunen. 

## Tidigare administrativ tillhörighet
Distriktet inrättades 2016 och utgörs av socknen Vätö i Norrtälje kommun.
Området motsvarar den omfattning Vätö församling hade vid årsskiftet 1999/2000.